# Zapornia tabuensis
La polluela oscura, polluela de Tongatapu o polluela de Tongatupu (Zapornia tabuensis) es una especie de ave gruiforme de la familia Rallidae que vive en Oceanía y Filipinas.

## Distribución y hábitat
Se encuentra en los humedales de Australia, Nueva Guinea, Nueva Zelanda, Filipinas, Timor, islas Salomón, Polinesia y Micronesia.